# Michael Boogerd
Michael Boogerd est un coureur cycliste néerlandais né le 28 mai 1972 à La Haye. Professionnel de 1994 à 2007, il a notamment remporté l'Amstel Gold Race et Paris-Nice en 1999, deux étapes du Tour de France et deux championnats des Pays-Bas sur route. À la fin de sa carrière, il a avoué s'être dopé, de 1997 à 2007. En 2015, il devient directeur sportif de l'équipe Roompot Oranje Peloton pour une année.

## Biographie
Il passe professionnel en 1994 avec l'équipe « Word Perfect », qui devient « Novell » en 1995 puis Rabobank en 1996. Abonné aux places d'honneur sur les grandes classiques, et notamment l'Amstel Gold Race (7 podiums), il a annoncé sa retraite sportive à la fin de la saison 2007. Il compte 19 victoires à son palmarès dont Paris-Nice, l'Amstel Gold Race et deux étapes du Tour de France.
Depuis sa retraite, il s'est découvert une nouvelle passion pour le patinage artistique et il participe à l'équivalent de Danse avec les stars néerlandais. Il participe en tant qu'invité à Holiday on Ice en 2011 et cela afin d'accompagner sa femme patineuse dans la troupe.
En mars 2013, à la suite des révélations de la presse néerlandaise de l'achat auprès de Stefan Matschiner (en) de produits dopants pour un montant de près de 17 000 euros au cours de sa carrière. Boogerd avoue ensuite s'être dopé de 1997 à 2007 en utilisant de l'EPO, de la cortisone et des transfusions sanguines.
En 2015, il devient directeur sportif de l'équipe Roompot, qui prend le nom de Roompot Oranje Peloton au cours du mois de mars.
Boogerd écope, le 6 janvier 2016, à la suite de ses aveux, d'une suspension de deux ans pour dopage. Il lui est interdit d'exercer une quelconque activité dans le milieu du cyclisme et du sport. Il a également perdu tous les résultats acquis entre 2005 et 2007, notamment une victoire au championnat des Pays-Bas.

## Palmarès

### Palmarès amateur
- 1990
  - 2e du Tour du Basse-Gaulaine
- 1991
  - 2e du Drielandenomloop
- 1992
  - Drielandenomloop
  - 2e du Circuit de Schokland

### Palmarès professionnel
- 1996
  - 6e étape du Tour de France
  - 3e de Seraing-Aix-Seraing
- 1997 
  -  Champion des Pays-Bas sur route
  - 3e de la Flèche brabançonne
  - 4e du Critérium du Dauphiné libéré
- 1998
  -  Champion des Pays-Bas sur route
  - Semaine catalane :
    - Classement général
    - 3e étape

  - 2e de la Route du Sud
  - 2e du Tour de Lombardie
  - 3e de la Flèche brabançonne
  - 4e du Tour du Pays basque
  - 4e de l'Amstel Gold Race
  - 5e de Liège-Bastogne-Liège
  - 5e du Tour de France
  - 5e du classement UCI
  - 6e du championnat du monde sur route
  - 6e de la Coupe du monde
- 1999
  - 3e étape du Tour de la Communauté valencienne
  - Classement général de Paris-Nice
  - 5ea étape du Tour du Pays basque
  - Amstel Gold Race
  - Tour d'Émilie
  - Grand Prix Bruno Beghelli
  - 2e du Tour méditerranéen
  - 2e de la Semaine catalane
  - 2e de la Flèche brabançonne
  - 2e de Liège-Bastogne-Liège
  - 2e de la Coupe du monde
  - 2e du classement UCI
  - 3e du Grand Prix Breitling (avec Erik Dekker)
  - 5e de la Flèche wallonne
  - 6e du Grand Prix de Zurich
  - 9e de la Classique de Saint-Sébastien
- 2000
  - 7e étape de Tirreno-Adriatico
  - 2e de l'Amstel Gold Race
  - 8e du Tour de Suisse
  - 9e du Tour du Pays basque
- 2001
  - Trofeo Alcudia
  - 1re et 4e étapes du Tour de la Communauté valencienne
  - 7e étape de Tirreno-Adriatico
  - Classement général de la Semaine catalane
  - Flèche brabançonne
  - 1re étape du Tour de Rhénanie-Palatinat
  - 2e des Deux Jours des Éperons d'or
  - 3e du Tour de Lombardie
  - 5e de Liège-Bastogne-Liège
  - 6e du classement UCI
  - 7e du Tour du Pays basque
  - 9e de la Flèche wallonne
  - 9e de l'Amstel Gold Race
  - 10e du Tour de France
- 2002
  - 16e étape du Tour de France
  - 6e étape du Tour des Pays-Bas
  - 3e du Tour méditerranéen
  - 3e de l'Amstel Gold Race
  - 3e du Ster Elektrotoer
  - 6e du Tour de Lombardie
  - 9e de la Flèche wallonne
- 2003
  - Flèche brabançonne
  - 2e de l'Amstel Gold Race
  - 2e de la Coupe du monde
  - 3e de Liège-Bastogne-Liège
  - 4e du Championnat de Zurich
  - 5e du championnat du monde sur route
  - 8e de la Classique de Saint-Sébastien
  - 8e du classement UCI
  - 9e du Tour des Flandres
  - 10e du Tour de Lombardie
- 2004
  - 2e de la Flèche brabançonne
  - 2e de l'Amstel Gold Race
  - 2e de Liège-Bastogne-Liège
  - 2e du Tour de Lombardie
  - 3e de la Coppa Sabatini
  - 6e de Tirreno-Adriatico
  - 7e du championnat du monde sur route

## Résultats sur les grands tours

### Tour de France
12 participations
- 1996 : 31e, vainqueur de la 6e étape
- 1997 : 16e
- 1998 : 5e
- 1999 : 56e
- 2000 : abandon (20e étape)
- 2001 : 10e
- 2002 : 12e, vainqueur de la 16e étape
- 2003 : 32e
- 2004 : 74e
- 2005 : 24e
- 2006 : 14e
- 2007 : 12e

### Tour d'Italie
1 participation
- 2002 : 17e

### Tour d'Espagne
3 participations
- 1995 : 42e
- 1998 : 49e
- 2006 : abandon (16e étape)

## Résultats sur les Classiques et les Championnats du Monde
| Année | Milan- San Remo | Flèche brabançonne | Tour des Flandres | Amstel Gold Race | Flèche wallonne | Liège- Bastogne-Liège | Classique de Saint-Sébastien | Grand Prix de Plouay | Tour d'Émilie | Paris-Tours | Tour de Lombardie | Championnats des Pays-Bas | Championnats du monde |
| ----- | --------------- | ------------------ | ----------------- | ---------------- | --------------- | --------------------- | ---------------------------- | -------------------- | ------------- | ----------- | ----------------- | ------------------------- | --------------------- |
| 1993  | -               | -                  | -                 | -                | -               | -                     | -                            | -                    | -             | -           | -                 | -                         | -                     |
| 1994  | -               | -                  | -                 | -                | 49e             | -                     | 69e                          | -                    | -             | 140e        | 36e               | 13e                       | Abandon               |
| 1995  | -               | -                  | -                 | -                | 21e             | -                     | 72e                          | 20e                  | -             | -           | -                 | -                         | Abandon               |
| 1996  | 51e             | 10e                | -                 | 67e              | 28e             | -                     | 36e                          | -                    | -             | 103e        | -                 | -                         | Abandon               |
| 1997  | -               | 3e                 | -                 | 47e              | 14e             | 51e                   | 42e                          | -                    | 24e           | 78e         | 40e               | Vainqueur                 | 50e                   |
| 1998  | 37e             | 3e                 | -                 | 4e               | 12e             | 5e                    | 40e                          | -                    | -             | 56e         | 2e                | Vainqueur                 | 6e                    |
| 1999  | 47e             | 2e                 | -                 | Vainqueur        | 5e              | 2e                    | 9e                           | -                    | Vainqueur     | 21e         | 15e               | -                         | 14e                   |
| 2000  | -               | 8e                 | -                 | 2e               | 13e             | 17e                   | 129e                         | -                    | 31e           | 87e         | 16e               | -                         | 11e                   |
| 2001  | -               | Vainqueur          | -                 | 9e               | 5e              | 5e                    | -                            | -                    | -             | -           | 3e                | 4e                        | 43e                   |
| 2002  | -               | 9e                 | -                 | 3e               | 5e              | 13e                   | 138e                         | -                    | 12e           | 67e         | 6e                | 27e                       | 109e                  |
| 2003  | -               | Vainqueur          | 9e                | 2e               | 12e             | 3e                    | 8e                           | -                    | 14e           | -           | 10e               | -                         | 5e                    |
| 2004  | -               | 2e                 | 20e               | 2e               | -               | 2e                    | 73e                          | -                    | -             | -           | 2e                | -                         | 7e                    |
| 2005  | -               | -                  | -                 | 2e               | -               | 3e                    | -                            | 40e                  | -             | -           | -                 | 63e                       | 18e                   |
| 2006  | -               | -                  | -                 | 3e               | -               | 5e                    | 86e                          | -                    | -             | Abandon     | 8e                | Vainqueur                 | 28e                   |
| 2007  | -               | 6e                 | 9e                | 5e               | -               | 6e                    | -                            | -                    | -             | -           | -                 | 4e                        | 12e                   |

## Distinctions
- Cycliste espoirs néerlandais de l'année : 1996
- Cycliste néerlandais de l'année : 1998, 1999, 2002, 2003 et 2006